# Shirley Caesar
Kandi Burruss, (Durham, 1938. október 13. –) amerikai amerikai gospelénekesnő. Pályafutása 1951-ben, tizenkétévesen szerződött a Federal Recordshoz.
Tizenegy Grammy-díjat, tizenöt Dove-díjat és tizennégy Stellar-díjat nyert. Több mint negyven albumot adott ki. Több mint 16 válogatáslemezen és három gospel musicalben szerepelt. 2009-re 2,2 millió albumot adott el 1991. 2017-ben Caesart Grammy életműdíjjal tüntette ki a Recording Academy. Gospel Zenei Hírességek Csarnokába. 2016-ban csillaggal tüntették ki a hollywoodi Hírességek Sétányán.

## Pályafutása
Shirley Caesar édesapja üzletember volt, de prédikátorként és templomi énekesként is szerepelt. Gyerekként édesapja gospelkórusában is énekelt. Apja hirtelen meghalt, amikor Shirley hétéves volt. Édesanyja, Hallie Caesar részlegesen rokkant volt egyik sánta lába miatt. 
Gyermek- és serdülőkorában „Baby Shirley” néven templomi énekesként keresett pénzt. Egy ideig Leroy Johnson prédikátor csoportjához csatlakozott, és 13 éves korában elkészítette első lemezét. Öt évvel később az Észak-Karolinai Állami Főiskolára ment üzleti oktatást tanulni. 1958-ban, amikor a teljesen női gospelcsoport, a The Caravans fellépett szülővárosában, Durhamben, lehetőséget kapott arra, hogy helyettesítsen egy kimaradt énekest. A karvezető ezután fel akarta venni, ezért Shirley abbahagyta tanulmányait, és teljes munkaidős tagként csatlakozott az együtteshez. Amikor nem a turnézott, énekes prédikátorként lépett fel. 
1966-ban kilépett a The Caravansból és elindította saját karrierjét. 1969-ben megalapította a Shirley Caesar Singers együttest. Lemezszerződést írt alá a HOB Recordsszal. Szólistaként az áttörését 1971-ben érte el a „Put Your Hand in the Hand of the Man from Galilee” című dallal. A dal Grammy-díjat kapott a legjobb soul gospel előadásért. Egy másik dal, a „No Charge” − Melba Montgomery amerikai country slágere − négy évvel később helyezett lett a hivatalos kislemezlistán. 1977-ben Shirley Caesar debütáló albuma, a „First Lady” felkerült az R&B listákra. A lemez soul- és gospel-számokat is tartalmazott.
Az évtized végére a gospel-világban „The Queen of Gospel” lett, és 1981-ben elnyerte 15 Dove Awardjából az elsőt a „Rejoice” című albumáért. A címadó dal megszerezte számára a második Grammy-díját. Ugyanekkor fejezte be az egyetemenet. 
Amikor a Billboard 1983-ban bevezette a Gospel Albums listát, Shirley Caesar már több mint két évtizede vezető előadóművész volt három listavezető albummal és több mint egy tucat top 10-es albummal. További három Grammy-díjat kapott gospel előadásaiért, valamint 1993-tól kezdődően hat albumdíjat is. 
A 2000-es években stúdióalbumokkal és válogatásalbumokkal továbbra is sikeres maradt. 2013-ban újra bekerült a hivatalos albumlistákra a „Good God” című albummal. 2016-ban egy videó, amelyben az akkor aktuális dalát, a „Hold My Mule”-t használta, döbbenetesen elterjedt.  A „Fill This House” című album negyedszer is a „Gospel Albums” lista élére juttatta.
Munkásságáért számos díjat kapott, többek között életműdíjat is. 2016-ban csillagot kapott a hollywoodi Hírességek Sétányán. A következő évben Grammy-életműdíjat kapott. A koncertbevételek jelentős részét missziós szolgálatra fordítja. Megrendezi éves ismeretterjesztő szolgálati konferenciáit. A ismeretterjesztő szolgálat élelmet, ruhát, szállást, játékokat biztosít a gyerekeknek, és anyagi segítséget a rászorulóknak.

## Albumok
- 1977: First Lady
- 1978: From The Heart
- 1980: Go
- 1983: Jesus, I Love Calling Your Name
- 1984: Sailin'
- 1987: Her Very Best
- 1988: Live in Chicago
- 1989: I Remember Mama
- 1991: He's Working It Out for You
- 1992: Christmasing
- 1995: Live... He Will Come
- 1996: Just A Word
- 1997: A Miracle in Harlem
- 1998: Christmas with Shirley Caesar
- 2000: You Can Make It
- 2001: Hymns
- ????: Greatest Gospel Hits
- 2003: Shirley Caesar & Friends
- 2005: The Gospel Legends
- 2005: I Know the Truth
- 2008: Still Sweeping Through the City After 40 Years
- 2009: A City Called Heaven
- 2013: Good God
- 2016: Fill This House

1995Live in Memphis − videó

## Díjak
- National Heritage Fellowship (1999)
- Gospel Music Hall of Fame (2000)
- Hollywood Walk of Fame (Recording) (2016)
- Grammy Életmű-díj (2017)

### Grammy-Díjak
- 1972: Best Soul Gospel Performance für Put Your Hand in the Hand of the Man from Galilee
- 1981: Best Soul Gospel Performance, Contemporary for Rejoice
- 1985: Best Soul Gospel Performance, Female für Sailin’
- 1985: Best Soul Gospel Performance by a Duo or Group für Sailin’ on the Sea of Your Love (és Al Green)
- 1986: Best Soul Gospel Performance, Female for Martin
- 1993: Best Traditional Soul Gospel Album for He’s Working It Out for You
- 1994: Best Traditional Soul Gospel Album for Stand Still
- 1996: Best Traditional Soul Gospel Album for Shirley Caesar Live – He Will Come
- 1997: Best Gospel Album by a Choir or Chorus for Just a Word von Shirley Caesar’s Outreach Convention Choir
- 2000: Best Traditional Soul Gospel Album for Christmas with Shirley Caesar
- 2001: Best Traditional Soul Gospel Album for You Can Make It

## Fordítás
- Ez a szócikk részben vagy egészben  a   Shirley Caesar című német Wikipédia-szócikk ezen változatának fordításán alapul.  Az eredeti cikk szerkesztőit annak laptörténete sorolja fel. Ez a jelzés csupán a megfogalmazás eredetét és a szerzői jogokat jelzi, nem szolgál a cikkben szereplő információk forrásmegjelöléseként.